# نزيه خير
نزيه أمين خير (16 أغسطس 1946 - 9 فبراير 2008) شاعر عربي إسرائيلي. ولد في قرية دالية الكرمل قرب حيفا سنتين قبل النكبة، ونشأ بها في عائلة درزية. حصل على إجازة في الأدب العربي والعلوم السياسية من جامعة حيفا سنة 1972، وماجستير في العلوم السياسية سنة 1976. عمل مديرًا للتحرير في مجلة «48» ومجلة اتحاد الكتاب العرب الفلسطينيين، وعمل محاضرًا للغة والأدب العربي في دار المعلمين. له دواوين شعرية عديدة. وصفه الموسوعة الفلسطينية أحد خمسة شعراء من عرب الداخل يمثلون المنهجية والإبداع في الشعر الفلسطيني المعاصر.

## سيرته
ولد نزيه أمين خير في قرية دالية الكرمل من أعمال حيفا بفلسطين الانتدابية يوم 16 أغسطس 1946/ 19 رمضان 1365 ونشأ بها في عائلة درزية فوالده هو أول معلم درزي عمل في قرية دالية الكرمل، فاستقر بها، وتزوج من أهلها، وعاش بقية حياته معلما فيها حتى وفاته.  أنهى نزيه أمين دارسته الثانوية في عكا، ثم التحق بجامعة حيفا وحصل على البكالوريوس في الأدب العربي والعلوم السياسية سنة 1972، والماجستير في العلوم السياسية سنة 1976.

عمل محاضرًا للغة العربية وآدابها في دار المعلمين. دخل الصحافة وعمل مديرًا للتحرير في مجلة 48، ومجلة اتحاد الكتاب العرب الفلسطينيين، وهو من أعضاء المؤسسين للاتحاد العام للكتاب والشعراء الفلسطينيين. عُيّن محاضرا في مؤسسات ثقافية عربية ويهودية، وعُيّن مفتشًا في وزارة التربية والتعليم، وانتُخب سكرتيرا لاتحاد الكُتاب العرب، كما انتُخب سكرتيرا في اتحاد الأدباء العرب واليهود، وعُيّن عضوًا في الهيئة الإدارية للاتحاد العام للكتاب العرب. وكان كذلك مديرا لدائرة الثقافة والفنون في القطاع الدرزي والشركسي. 

توفي نزيه خير يوم 9 فبراير 2008/ 2 صفر 1429 في مسقط رأسه بعد صراع مع المرض استمر سنوات. 

## جوائزه
حصل على عدة جوائز، منها:
- 1971-74: أحسن قصيدة
- 1989: جائزة الإبداع الأدبي
- 1992: جائزة التفرغ للأدب
- 1997: على جائزة رئيس الدولة للآداب
- 2000: جائزة الكاتب المفضل من قِبل المجلس الأعلى للإعلام الفلسطيني.

## مؤلفاته
من دواوينه الشعرية:
- «أغنيات صغيرة»، 1968
- «قراءة جديدة لسورة الياسمين»، 1974
- «كتاب دموي لأبي تمام»، 1984
- «رائحة المطر»، 1990
- «مسافة من القلب وأخرى من الذاكرة»، 1992
- «ثلج على كنعان»، 1995
- «ورثت عنك مقام النهوند»، 1999
- «الخروج من الأندلس»، 2008
- «رجوع»، قصائد مختارة له، 2009

من ترجماته الشعرية:
- «الذاكرة الزرقاء»، قصائد مترجمة له ولسميح القاسم، 1995
- «مقعد دائم للحلم»، قصائد مترجمة له، 1990
- «أصوات على الطبيعة»، قصائد مترجمة له ولشاعر جنوب إفريقي، 1997
- «أشعار إلى الأندلس»، قصائد مترجمة إلى الإسبانية مع شعراء آخرين، 1999

من مؤلفاته في موضوعات أخرى:
- «الملتقى والمواجهة»، انطولوجيا أدبية، 1994
- «ذاكرة المطر»، 1995
- «العودة إلى القبيلة»، أنطولوجيا شعرية، 1997